# Ritterstraße 12 (Tallinn)

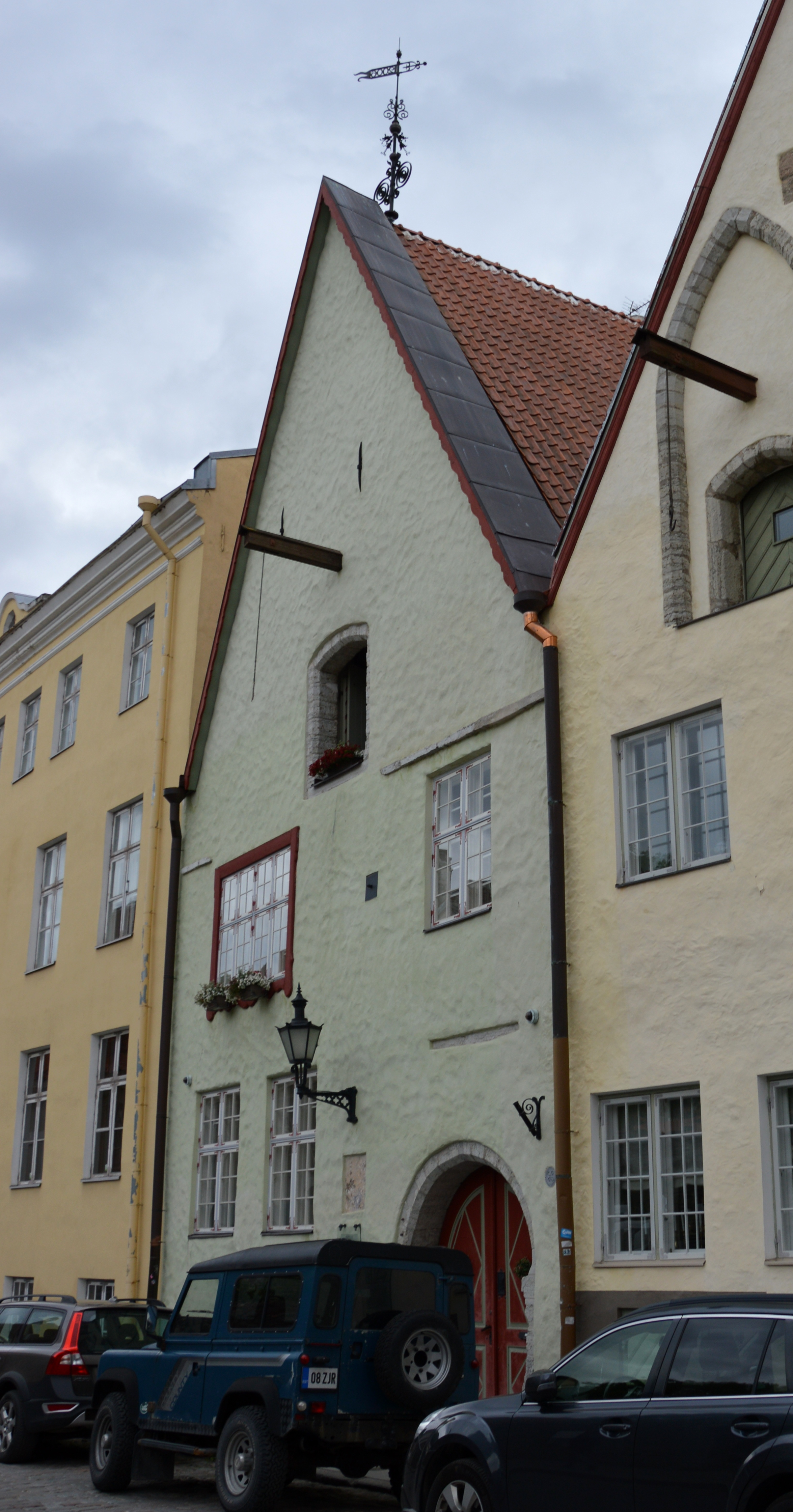
Haus Ritterstraße 12

Das Wohnhaus Ritterstraße 12 (estnisch Elamu Rüütli tänav 12) ist ein denkmalgeschütztes Gebäude in der estnischen Hauptstadt Tallinn (deutsch Reval).

## Lage
Es befindet sich in der historischen Revaler Altstadt auf der Westseite der Ritterstraße (estnisch Rüütli tänav), südwestlich der Nikolaikirche. Unmittelbar nördlich grenzt das gleichfalls denkmalgeschützte Haus Ritterstraße 12a an.

## Architektur und Geschichte
Das zweigeschossige, giebelständig zur Ritterstraße stehende Wohnhaus geht bis auf das 15. Jahrhundert zurück. Das heutige spätgotische Gebäude entstand dabei vermutlich an der Stelle eines hölzernen Vorgängerbaus aus dem 14. Jahrhundert. Teile des heutigen Kellermauerwerks könnten auf einen Vorgängerbau zurückgehen. Zum Anwesen gehören zwei weitere um den Hof gruppierte Gebäude. Im 17. und 18. Jahrhundert erfolgten Umbauten. Größere Instandsetzungsarbeiten fanden 1927 statt. Eine Renovierung wurde im Jahr 2007 abgeschlossen.
Als Denkmal wurde das Gebäude am 15. April 1997 registriert und ist unter der Nummer 3075 im estnischen Denkmalverzeichnis eingetragen.